# Биографика (альбом)
«Биографика» — второй альбом группы «Ю-Питер», вышедший в 2004 году. Наиболее известен по песням «Песня идущего домой» и «Девушка по городу», которые активно ротируются в радиоэфире. На песни «Девушка по городу» и «Эхолов» были сняты клипы. Также на Муз-ТВ ротировалось концертное видео «Песня идущего домой».
Изначально предполагалось, что в альбом войдут несколько ре-аранжированных песен с пластинки «Имя рек» и новые композиции. Курицын и Бутусов с Ю-Питером придирчиво отбирали материал. В итоге из ранее знакомых по предыдущему альбому песен остались только «Колесницегонитель» и «Мера» (как бонус-трек в дорогом издании «Биографики»). Видеоклип на «Девушку по городу» также вошёл бонусом в подарочное (дорогое) издание альбома.
Гитарный проигрыш "Девушки по городу" взят из композиции "Shocking You" группы Shocking Blue.
Основой обложки для альбома послужила картина «Автопортрет с отрезанным ухом и трубкой» (1889) нидерландского и французского художника Винсента ван Гога.
3 июля 2017 года, уже после распада «Ю-Питера», Бутусов представил совместный с пианисткой Екатериной Мечетиной концерт-спектакль «Пробуждённая радость» в которой вошла новая версия песни «Из реки».

## Список композиций
| №   | Название                   | Автор              | Длительность |
| --- | -------------------------- | ------------------ | ------------ |
| 1.  | «Три солнца»               | Бутусов            | 3:10         |
| 2.  | «Птица Каратель»           | Курёхин — Бутусов  | 3:13         |
| 3.  | «Эхолов»                   | Бутусов            | 3:40         |
| 4.  | «Белые пятна»              | Бутусов            | 3:00         |
| 5.  | «Биометрия»                | Бутусов            | 1:58         |
| 6.  | «Песня идущего домой»      | Бутусов            | 2:51         |
| 7.  | «Сердце Эллина»            | Бутусов            | 2:58         |
| 8.  | «Так любил»                | Бутусов            | 2:01         |
| 9.  | «Девушка по городу»        | Бутусов            | 3:13         |
| 10. | «Колесницегонитель»        | Бутусов            | 3:35         |
| 11. | «Из реки»                  | Каспарян — Бутусов | 3:30         |
| 12. | «Во сне»                   | Бутусов            | 3:16         |
| 13. | «Мера (в дорогом издании)» | Бутусов            |              |

## Участники записи
- Вячеслав Бутусов — вокал, бас-гитара, акустическая гитара, аранжировки.
- Юрий Каспарян — гитара, соло-гитара.
- Евгений Кулаков — ударные, e-drums & percussion.

Приглашённые музыканты:
- Михаил Клягин — гитара.
- Mr Slam — рэп в песне «Колесницегонитель».

Альбом записан в Москве в 2003—2004 году, на студии «La Track»
Продюсер и аранжировщик — Евгений Курицын

## Критика

### Алексей Мажаев
Алексей Мажаев в своей рецензии для портала Indermedia отметил, что к подобным альбомам проникаешься уважением еще до того, как они заиграют в твоих наушниках. Причиной тому стал удачной дизайн обложки альбома, являющийся кавер-дизайном на автопортрет ван Гога.
«Музыкальное содержание пластинки, пожалуй, не уступает ее оформлению. Не то, чтобы диск кишмя кишел хитами или песнями, просто Бутусов и компания в очередной раз показывают себя вдумчивыми и ищущими музыкантами. Ясно же, что Вячеслав мог до конца дней своих неплохо зарабатывать, исполняя «Я хочу быть с тобой» и «Гудбай, Америка», но он предпочитает все время ввязываться во что-то новое. На этом диске сотрудничество с продюсером Евгением Курицыным привело к тому, что типичные по мелодике и настроению бутусовские песни попали в какие-то непривычные звуковые тиски: если бы не знакомый голос, их, наверно, сложно было бы заподозрить в принадлежности к творчеству бывшего лидера Наутилуса Помпилиуса. Электроника, сэмплы, элементы рэпа - все идет в ход, причем с таким напором, что не успеваешь задуматься, а подходит ли вообще подобный саунд композициям Бутусова. Сам лидер Ю-Питера говорит, что полностью доверял Курицыну, а если бы стал с ним то и дело дискутировать, то ничего путного из пластинки не получилось бы.
Помимо хорошо известных «Песни идущего домой» и «Девушки по городу», пристального внимания заслуживают еще несколько треков. «Птица-каратель», например, написана на музыку Сергея Курёхина, о чем, если не знаешь, то и не догадаешься. «Биометрия» начинается дорогими сердцу каждого наутилусолюба словами «Когда умолкнут:», но, заставив слушателя вздрогнуть, Бутусов уводит текст в другую сторону. «Так любил» тоже похож на щемящие старые хиты Помпилиуса. Беззаботность припева «Сердца Эллина», пожалуй, сравнима с «А мы такие зажигаем», а «Белые пятна» - музыкальный сиквел «Настасьи». Хорош и «Колесницегонитель», в котором хард-роковая помпезность припевов оттеняется внезапной англоязычной рэп-вставкой. В общем, не зря улыбался с обложки Бутусов с отрезанным ухом».

### журнал Fuzz
Людмила Ребрина в рецензии для журнала Fuzz (№11/2004) отметила: «Вячеслав Бутусов обречен. Каждый его новый альбом неизбежно сравнивают со старыми дисками Наутилуса. Делать вид, что до Ю-Питера ничего не было — невозможно.
«Биографика» опирается на мемориальный песенный триптих памяти Сергея Курёхина, Сергея Бодрова и Виктора Цоя: «Птица-Каратель» — «Эхолов» — «Из Реки». И именно он придает необходимую жёсткость конструкции альбома. Прямые цитаты из собственной классики вызывают лёгкое дежавю. Текст «Птицы-Карателя» запросто мог быть написан Ильёй Кормильцевым, как, впрочем, и текст «Колесницегонителя». Базовые отличия от «канона», которые уже наметились в предыдущем альбоме, здесь обрели законченные очертания. Гитара Каспаряна прибрана, призрак «Настасьи» почти ненавязчив, и весь материал балансирует на той тонкой грани, где уже готов начаться электропоп. «Биографику» спасает удивительное чувство меры и то, что называется атмосферой — очень интравертной и закрытой, но безошибочно узнаваемой. Мир наизнанку, персональное Зазеркалье, в глубине своей очень печальное, каким ему и положено быть».

## Видеоклипы
На песню «Девушка по городу» был снят, который регулярно транслировался на телевидении. Режиссёром выступил Дмитрий Киселёв, ранее занимавшийся монтажом фильмов (в т. ч. «Ночной дозор» (2004)) и съёмками рекламных роликов.